# Global Biodiversity Information Facility
Global Biodiversity Information Facility (GBIF) er en international organisation, som har til formål at gøre videnskabelig biodiversitetsdata tilgængelig online ved brug af internetservices. Data er leveret fra mange institutioner fra hele verden, men GBIFs informationsarkitektur gør disse data tilgængelig og søgbare via én portal. Data, som er tilgængeligt via GBIF, er primært data om planter, dyr, svampe og mikrobers udbredelser og deres videnskabelige navne.
GBIFs mission er at facilitere gratis og åben adgang til biodiversitetsdata globalt og støtte bæredygtig udvikling. Dette inkluderer mobilisering af biodiversitetsdata, udvikling af protokoller og standarder, som skal sikre videnskabelige integritet og samarbejde og bygge informationsarkitiektur som tillader at koble datatyper fra forskellige kilder.
GBIF tilstræber at sikre kobling mellem informationer fra digitale kilder fra et stort udvalg af biologiske organisationer, fra gener til økosystemer, og at koble disse kilder til emner som er vigtige for videnskaben, samfundet og bæredygtig udvikling ved georeferering og GIS værktøjer.
GBIF arbjder i partnerskab med andre internationale organisationer, som g.eks. Catalog of Life partnershio, Biodiversity Information Standards, Consortium for the Barcode of Life (CBOL), Encyclopedia of Life (EOL), and GEOSS.
Data som er tilgængelig via GBIF er øget med mere end 1150% i det forgangne årti, blandt andet på grund af borgervidenskab.
Fra 2002 til 2014 uddelte GBIF årligt en præstigefyldt global pris inden for biodiversitetsinformation, the Ebbe Nielsen Prize, på 30.000 EURO. Siden 2018 har GBIF sekretariatet uddelt to årlige priser: GBIF Ebbe Nilsen Challenge og Young Researchers Award.

## External links
|  | Wikidata has the property: - GBIF taxon ID (P846) (see uses) |